# Finnur Magnússon

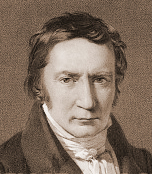
Finnur Magnússon

Finnur Magnússon, lub po duńsku Finn Magnussen (ur. 27 sierpnia 1781 w Skálholcie, zm. 24 grudnia 1874 w Kopenhadze) – islandzki filolog i archeolog.
Badał staroislandzkie runy i sagi, prowadził wykopaliska archeologiczne. W 1815 został profesorem literatury na Uniwersytecie w Kopenhadze. Przetłumaczył na duński i podarował królowi duńskiemu Eddę starszą.

## Genealogia
Finnur Magnússon wywodził swoje pochodzenie od Snorriego Thorfinnssona, pierwszego Europejczyka urodzonego w Ameryce..